# Glp lab
Das glp lab ist ein Thinktank der Grünliberalen Partei der Schweiz. Leiter ist seit 2022 David Wick, Präsidentin seit 2022 Corina Liebi.

## Progressiv-liberal
Aufgebaut wurde das Lab von der Zürcher Nationalrätin und Co-Präsidentin der Kantonalpartei Corina Gredig als Leiterin, von Nationalrätin Kathrin Bertschy als Präsidentin und Schirmherrin.
Der Thinktank unterhält enge Verbindungen zu Operation Libero, zum aussenpolitischen Think Tank Foraus – Forum Aussenpolitik sowie zum österreichischen NEOS Lab, dem Think Tank der liberalen Partei NEOS. Er geniesst Unterstützung von Prominenten wie dem Komiker Viktor Giacobbo oder dem Politgeographen Michael Hermann.
Politisch will das glp lab «progressiv-liberale Ideen fördern» und einen Einstieg bieten für Interessierte, die nicht mittels der klassischen Ochsentour zur Politik stossen. So sammeln Interessierte in sogenannten Ideenküchen Vorschläge, die in einer zweiten Runde von Experten analysiert werden, um als Input, Bericht oder parlamentarischer Vorstoss in die Politik zu münden.
2017 wurde das glp lab für den Innovation in Politics Award nominiert.

## Themen
Thematisch befasst sich die Denkfabrik mit der Lebens- und Arbeitswelt der Zukunft, mit einem neuen Generationenvertrag, mit Transparenz bei der Politikfinanzierung sowie einer modernen liberalen Drogenpolitik.
Aufsehen erregte das glp lab mit einem Vorschlag im Streit zwischen Bundesrat und Gewerkschaften um eine allfällige Modifizierung der flankierenden Massnahmen zum Schutz der Löhne im Rahmen der Personenfreizügigkeit mit der EU.